# Samir Dilou
Samir Dilou (arabe : سمير ديلو), né en 1966 à Tunis, est un homme politique et avocat tunisien.
Il est ministre des Droits de l'homme et de la Justice transitoire, porte-parole du gouvernement, dans les gouvernements Jebali et Larayedh.

## Biographie
Né dans le quartier tunisois de Lafayette, originaire de Raf Raf, il commence ses activités politiques en 1984, dans le contexte des émeutes du pain. Il est alors arrêté et renvoyé du lycée,. Il étudie ensuite le droit à Sousse où il est actif au sein de l'Union générale tunisienne des étudiants (UGTE).

### Militant

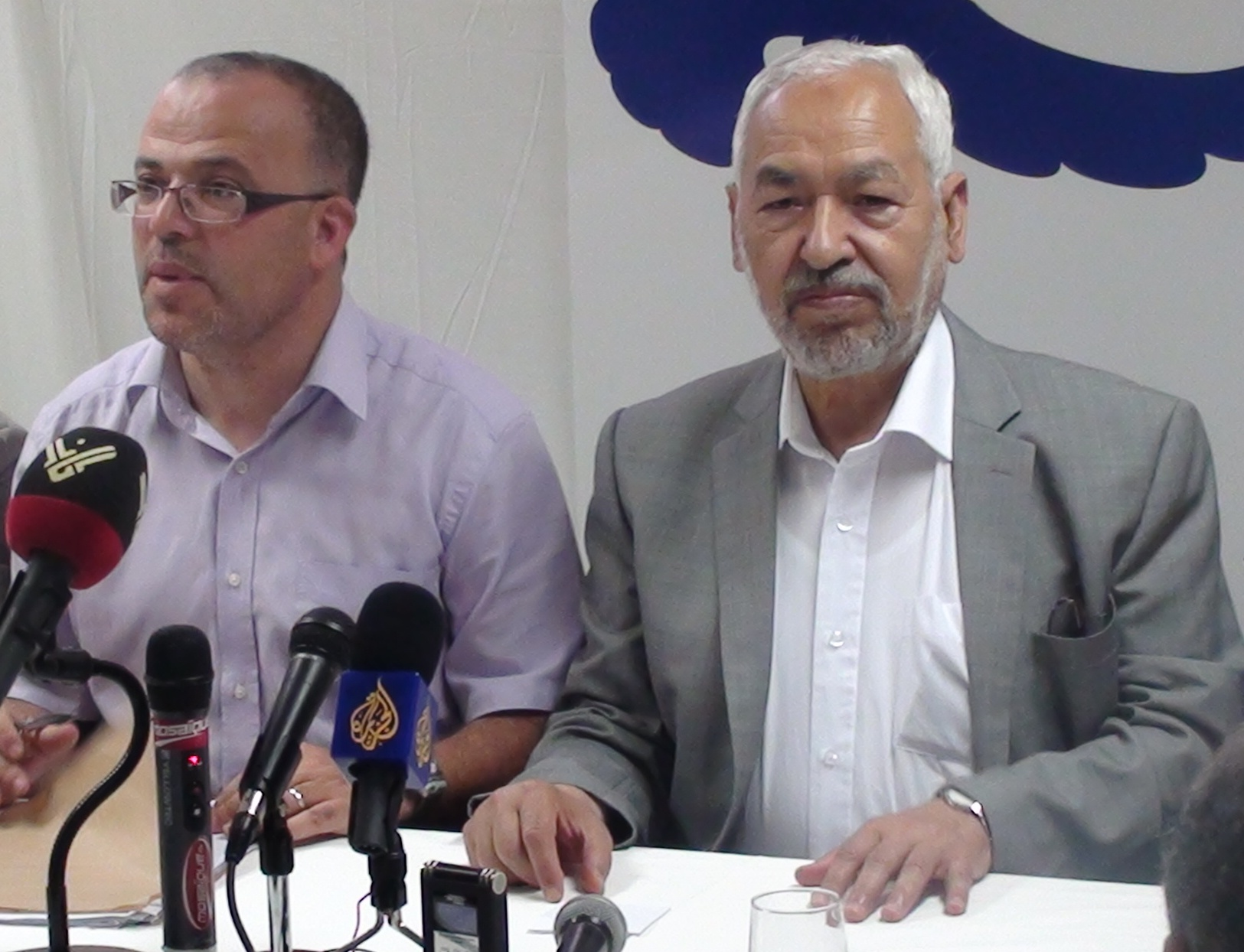
Dilou aux côtés de Rached Ghannouchi pendant la campagne électorale.

Il s'engage très tôt dans le mouvement islamiste. Avocat, connu pour défendre les militants accusés d'être islamistes, il est condamné en 1991 à dix ans de prison qu'il purge intégralement, sans aucune remise de peine, ballotté à travers onze centres pénitentiaires,. Sa peine est ensuite rallongée de deux mois puis de huit jours. Une fois sorti de prison, il intègre le parti islamiste Ennahdha et son bureau politique comme chargé des relations extérieures.
Le 25 septembre 2021, son nom apparaît dans la liste des signataires d'une démission collective du parti Ennahdha, dans le cadre des tensions internes avec la direction du parti alimentées par la crise politique initiée le 25 juillet.

### Constituant
Il est élu membre de l'assemblée constituante le 23 octobre 2011, comme représentant de la circonscription électorale de Bizerte, à la suite de la victoire de son parti. Dilou prête serment le 22 novembre puis démissionne le 9 mai 2012. 

### Ministre
Il est nommé ministre des Droits de l'homme et de la Justice transitoire, porte-parole du gouvernement, le 24 décembre 2011 dans le gouvernement Jebali. Il prête serment au palais présidentiel de Carthage, le jour même de sa nomination, et prend ses fonctions le 26 décembre.
Il indique lors d'une interview sur Shems FM que la Tunisie n'est pas encore en démocratie, que le ministère des Droits de l'homme est important et qu'il aura pour priorités le dossier des martyrs et des blessés de la révolution et celui des jeunes immigrés clandestins qui sera traité en collaboration avec le ministère des Affaires étrangères.

### Député
Il est élu à l'Assemblée des représentants du peuple lors des élections du 26 octobre 2014.